# Triops cancriformis
Pour les articles homonymes, voir Triops (mythologie).
Espèce
Le triops crancriformis est un crustacé aquatique d'eau douce de l'ordre des  notostracés et du genre des triops, apparu il y a près de 300 millions d'années sous des formes plus grandes (20 à 40 cm). Des fossiles datant du carbonifère et du paléozoïque ont été trouvés.
C'est une espèce européenne devenue rare qu'on trouve notamment en France (Corse comprise), là où elle n'a pas disparu de son aire de répartition. En raison de la fragmentation, de la raréfaction (en raison du drainage agricole et de la canalisation des cours d'eau), de la destruction (comblement) ou de la pollution (par les pesticides notamment) de ses habitats éphémères liés aux pluies ou aux inondations temporaires répartis dans les vastes plaines inondables d'Europe, cette espèce est considérée comme « en voie de disparition dans toute son aire de distribution ».
Comme les autres espèces de Triops, les triops crancriformis sont considérés comme fossiles vivants (c'est-à-dire appartenant à une espèce dite « panchronique »). La présence de l'espèce vivante ou fossile donne des indications sur le milieu (actuel ou paléopaysage)

## Habitat, répartition
C'est une espèce européenne devenue rare et menacée, qu'on trouve encore par exemple en Autriche dans le camp militaire d'Allentsteig. Comme d'autres crustacés (daphnies, copépodes), elle survit facilement dans les mares temporaires grâce à des œufs très résistants.
La dynamique de populations de cette espèce est mal connue en Europe, mais a été étudiée localement, par exemple dans des mares temporaires près d'Espolla (Nord-Est de l'Espagne) de 1996 à 1997 sur une période comprenant six périodes d'inondation, avec mesure de la taille, du sexe de chaque individu et, pour les femelles, du nombre d'œufs portés dans les oostegopodes. Les variations des ratios des sexes et de fécondité semblent étroitement liés à la durée de l'hydropériode (période d'inondation), la mortalité des femelles semblant plus élevée durant les périodes de sécheresse. Deux hypothèses ont été posées afin d'expliquer cette mortalité : un effort reproductif différentiel et une prédation sélective selon la taille (par les hérons notamment). Par rapport à d'autres populations connues de notostracés, cette population espagnole est caractérisée par de faibles densités maximales et par des densités plus élevées au printemps et en été qu'en hiver (durant l'hydropériode).

## Statut, menaces
L'espèce est considérée comme en voie de disparition au Royaume-Uni et dans la plupart des pays européens, sans doute en raison de la destruction de ses habitats, mais plus probablement d'une dégradation de la qualité de l'eau par les pesticides ou eutrophisants. Ses œufs sont particulièrement résistants à l'exondation et les triops dans le monde ont mieux survécu dans les zones épargnées par l'agriculture intensive.
La vente d’œufs et des prélèvements dans la nature pour en faire des NAC (nouveaux animaux de compagnie) sont une cause possible de régression. En captivité, ils n'atteignent généralement que 5 ou 6 cm de long, alors que certains spécimens atteignent jusqu'à 11 cm dans la nature.
Les œufs hors de l'eau font preuve d'une grande résistance, mais sont néanmoins sensibles aux conditions thermohygrométriques,.

## Reproduction et dispersion
Ses stratégies de dispersion sont mal connues, le transport d'œufs ou de propagules par les oiseaux, observé chez d'autres crustacés plus petits, pourrait être un des moyens qui demeure toutefois à démontrer.
On a démontré à la fin des années 1990 que selon les données disponibles, pour les populations étudiées, et d'après des études en microscopie de gonades mâles et femelles, le mode de reproduction est parthénogénétique et/ou  bisexuelle, et non pas basé sur l'hermaphroditisme.
Chaque follicule ovarien de la femelle de Triops cancriformis  est formé de quatre cellules (un ovocyte et trois cellules nourricières) reliées entre elles par des ponts cytoplasmiques. Lors de l'ovogenèse, au cours de la différenciation cellulaire, les cellules nourricières sont très tôt reconnaissables et deviennent rapidement plus grosses que l'ovocyte; leurs noyaux contiennent de nombreux nucléoles.
Pour la première fois chez des arthropodes, des « globules jaunes » ont été découverts dans le cytoplasme des cellules nourricières; ceux-ci proviennent du réticulum endoplasmique lisse. La signification fonctionnelle des ponts intercellulaires comme du rôle trophique des cellules nourricières ont fait l'objet d'études ,.

## Génétique et taxonomie
En tant qu'espèce très ancienne d'arthropode crustacé, Triops cancriformis intéresse fortement les biologistes et les généticiens.
- Le ratio des sexes[17] ou le développement larvaire de cette espèce ont été étudiés, notamment aux premiers stades à partir d'œufs desséchés mais encore vivants[18].
- La formation morphogénétiques de l'œil de ce triops, par association d'ommatidies (unités fonctionnelles photoréceptrices de l'œil composé issue d'un recrutement de cellules indifférenciées, sous le contrôle de  facteurs de signalisation, avec passage par un stade  "préclusters")  est comparable à celle des insectes[19]. Les cellules individuelles et les paires de cellules qui construisent une ommatidie chez cette espèce semblent également identiques à ce qu'on observe chez les insectes.
- La formation de la carapace de ce Triops a été étudiée aux échelles microscopiques[20], tout comme la relation entre cette formation et la biologie des populations[20].
- Au début des années 2000, l'ADN mitochondrial complet (mtNDA) d'un Triops cancriformis a été séquencé[21]. L'espèce possède 15 101 paires de bases avec un contenu en A+T de 69 %[21].
L'arrangement des gènes est proche de celui de la puce d'eau (Daphnia pulex, premier crustacé au génome séquencé, qui compte 31 000 gènes contre 23 000 pour l'homme[22], ce qui fait de cette puce d'eau un organisme modèle pour la génomique comparative et environnementale[23]) et de celui de la crevette géante tigrée (Penaeus monodon), mais différent de celui d'une crevette (artemie) des eaux saumâtres Artemia franciscana. Phylogénétiquement, l'espèce semble plus étroitement liée à la puce d'eau au Québec qu'à la crevette de Saumure ou la crevette géante tigrée[21]. 
Ce génome a été comparé à des séquences d'ARNr 16S prélevés sur des individus provenant de cinq zones différentes et conservés dans des musées d'histoire naturelle; la divergence n'est que de 0 à 1,51 %, ce qui suggère que ces individus appartenaient à des populations génétiquement apparentées[21].
- Des marqueurs génétiques (locus microsatellites) [24] ont également été étudiés dans les années 2000 en Italie.
- L'étude des variations morphologiques et génétiques des individus observés dans les populations européennes laisse penser que bien que cette espèce soit réputée très ancienne, l'apparition de sous-espèces de T. cancriformis a été entravée par des phénomènes à mieux comprendre (glaciations, populations relictuelles ayant trouvé refuge en Espagne[25], stratégie de reproduction) ou qu'il serait nécessaire d'envisager une révision de la classification pour cette espèce. Une autre hypothèse favorisée par l'analyse de l'ADN mitochondrial est que l'espèce n'a recolonisé la plupart des régions d'Europe que très récemment (après la dernière glaciation). La stratégie de reproduction de T. cancriformis est encore mal connue, mais les marqueurs de l'ADN nucléaire utilisés pour étudier la structure des populations laisse penser que la diversité allélique est faible entre et au sein des populations (par rapport aux autres Branchiopodes, soit les daphnies par exemple), ce qui fait dire aux spécialistes que l'espèce est en situation de grande vulnérabilité et que la conservation et la  restauration d'habitats éphémères[26] appropriés aux conditions de vie de cette espèce sont une priorité.

### Vidéographie
- Courte Vidéo présentant un Triops cancriformis, de face, de profil "marchant" sur le sédiment, avec œuf visible (BBC, Natural story Unit).